# Christopher Mintz-Plasse
Christopher Charles Mintz-Plasse (født 20. juni 1989) er en amerikansk skuespiller kendt for hovedrollen i film som Superbad, Role Models, Year One og Kick-Ass.

## Karriere
Mintz-Plasse spillede i dramalektioner fra første klasse, indtil hans senior år i high school, før han medvirkede i Superbad . Han blev castet i rollen som Fogell, efter en audition med to high school venner. Han havde ingen professionelle billeder af sit hoved før auditionen og tog et billede af sit hoved med sin kameratelefon. Hans mor var påkrævet ved lov at være på settet under hans optagelser hans sex scene i Superbad, fordi han kun var 17-år gammel på tidspunktet under optagelserne.
Mintz-Plasses næste optræden var overfor Paul Rudd og Seann William Scott i David Wain filmen Role Models, og udførte stemmearbejde til den animerede film How to Train Your Dragon.
I juni 2009 foretog han en optræden i The Tonight Show with Conan O'Brien og erklærede, at han kører i en 2004 Honda Civic, som han betalte halvdelen af.
I marts 2010 gjorde han en optræden i det britiske fodbold program Soccer AM. Han blev bedt om at vælge et fodboldhold ud af de 92 i den engelske fodboldliga som han skulle støtte forevigt, hvor han valgte Torquay United FC.

## Personlige liv
Mintz-Plasse blev født i Los Angeles, Californien, søn af Ellen Mintz, en skolerådgiver og Ray Plasse, et postbud. Mintz-Plasse er jødisk og opvoksede i West Hills i Californien. Han gik på El Camino Real High School fra 2003 til 2007, og blev undervist på settet under optagelserne til Superbad.

## Filmografi
- Superbad (2007) – Fogell ("McLovin")
- Role Models (2008) – Augie Farks
- Year One (2009) – Isacco
- How To Train Your Dragon (2010) – Fishlegs (voice)
- Kick-Ass (2010)- The Red Mist
- Fright Night (2011) - Ed